# Divisione No. 12 (Saskatchewan)
La Divisione No. 12 è una divisione censuaria del Saskatchewan, Canada di 22.452 abitanti, il cui centro maggiore è Battleford.

## Comunità
- Comunità principali
  - Asquith
  - Battleford
  - Biggar
  - Delisle
  - Rosetown
- Municipalità rurali
  - RM No. 285 Fertile Valley
  - RM No. 286 Milden
  - RM No. 287 St. Andrews
  - RM No. 288 Pleasant Valley
  - RM No. 315 Montrose
  - RM No. 316 Harris
  - RM No. 317 Marriott
  - RM No. 318 Mountain View
  - RM No. 345 Vanscoy
  - RM No. 346 Perdue
  - RM No. 347 Biggar
  - RM No. 376 Eagle Creek
  - RM No. 377 Glenside
  - RM No. 378 Rosemount
  - RM No. 408 Prairie
  - RM No. 438 Battle River
- Riserve
  - Grizzly Bear's Head 110
  - Lean Man 111
  - Mosquito 109
  - Red Pheasant 108
  - Sweet Grass 113
  - Sweet Grass 113-M16